# Face (alpinisme)
Pour les articles homonymes, voir Face.

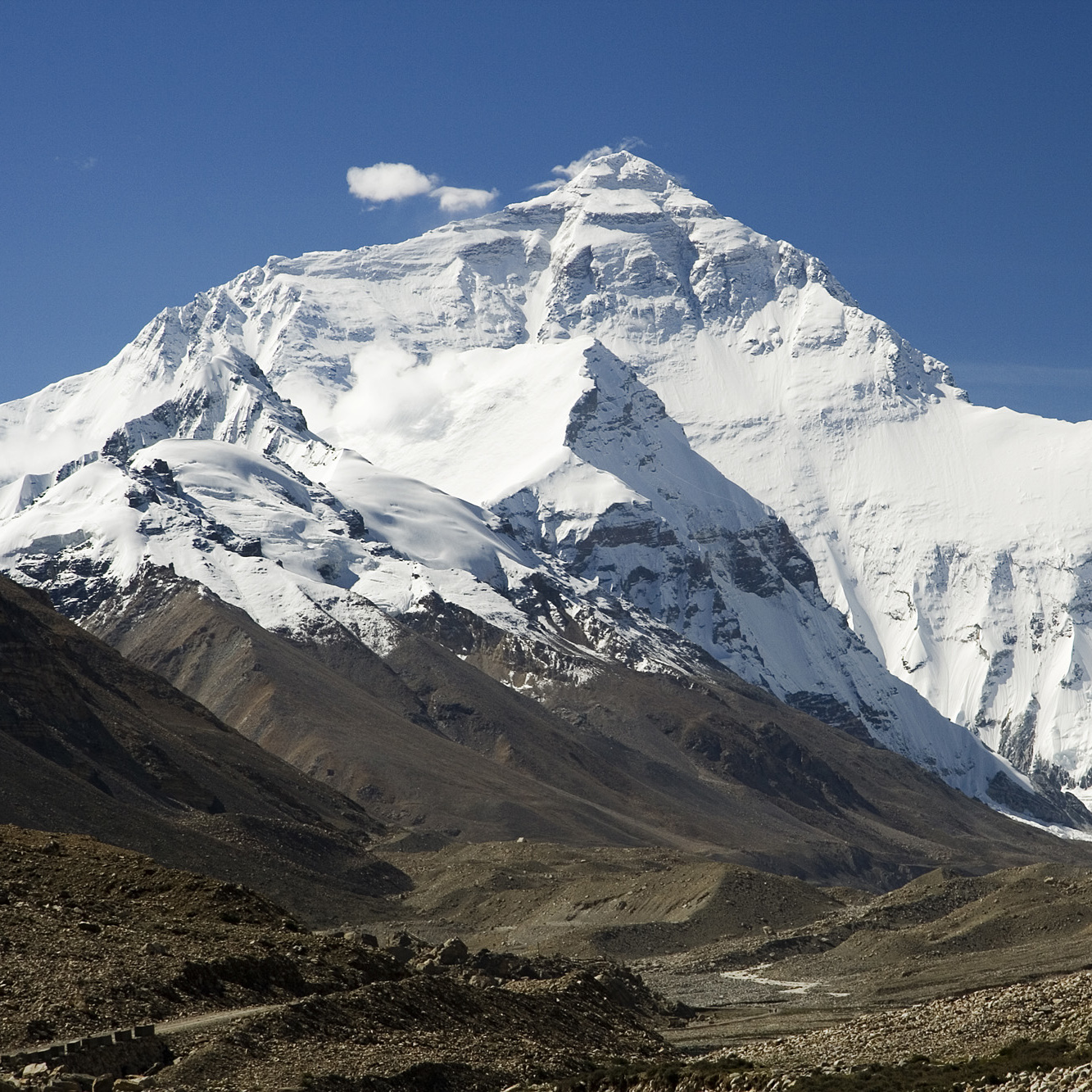
Face Nord de l'Everest.

La face d'une montagne désigne un versant, une orientation particulière. Les différentes faces d'une même montagne présentent souvent des degrés de difficulté variables. Certaines faces, comme la face nord de l'Eiger ou la face sud du K2, sont célèbres pour leur difficulté.

## Définition
Cette notion est à l'origine géométrique et définit, selon le CNTRL, la « portion de plan délimitant un volume, un objet ». Pour une montagne, on évoque généralement plusieurs « faces » désignées par leurs différentes directions géographiques correspondant aux signes cardinaux ou leurs intermédiaires (nord, sud, est, ouest, voire nord-ouest, nord-est, etc.).

## Description
L'exposition est un des facteurs qui expliquent la morphologie d'une face ou d'un versant de montagne. Selon Philip Deline de l'université de Savoie-CNRS, les faces nord des montagnes ne sont pas forcément plus abruptes que les faces sud et peuvent être différentes selon les chaînes de montagne.

## Dans la culture populaire

### Au cinéma

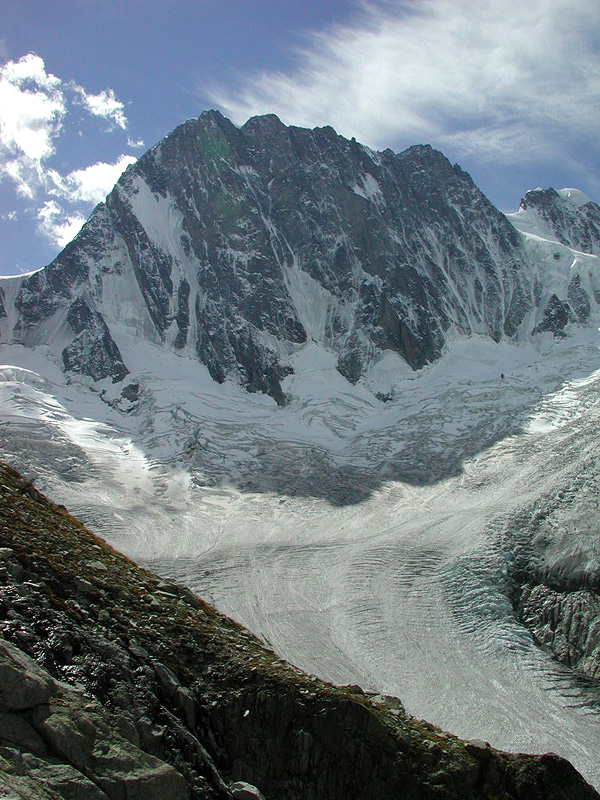
Face Nord des Grandes Jorasses.

Le film d'alpinisme Voyage en face sud présente la première ascension en solitaire de la face sud de l'aiguille du Fou en 1976 par l'alpiniste Patrick Cordier, filmé par Jacques Ramouillet.

### Dans la littérature
L'écrivain français Jean-Marie Defossez est l'auteur du roman d'aventures (roman jeunesse) Face Nord, lequel narre l'aventure de trois jeunes étudiants qui, après avoir réussi à passer le baccalauréat, décident de s'attaquer à la face Nord des Grandes Jorasses, située dans les Alpes. Il s'agit d'une escalade très difficile.
L'alpiniste français Guido Magnone est l'auteur de La Face ouest des Drus publié dans la collection « Bibliothèque de l'Alpinisme » en 1953.
L'alpiniste autrichien Heinrich Harrer est l'auteur d'un ouvrage intitulé La Face nord de l'Eiger, publié chez l'éditeur Denoël, en 1964  (ISBN 9782207205952).